# Yasu
Yasu (jap. 野洲市, -shi) ist eine Stadt in der Präfektur Shiga in Japan, die am Biwa-Sees liegt.

## Lage
Yasu befindet sich an der südöstlichen Küste des Biwa-Sees und erstreckt sich über ungefähr 80 Quadratkilometer. Der Berg Mikami, der auch Omi-fuji genannt wird, prägt das Bild der Stadt. In unmittelbarer Nähe der Stadt befindet sich der Mikami-Tanakami-Shigaraki Prefectural Naturalpark.

## Geschichte
Am 17. Oktober 1911 wurde das Mura Yasu (野洲村, -mura) im gleichnamigen Gun zur Chō Yasu (野洲町, -chō). Am 20. Mai 1942 wurde Mikami (三上村, -mura) und am 1. April 1955 Giō (祇王村, -mura) und Shinohara (篠原村, -mura) im Yasu-gun in Yasu eingemeindet. Die Ernennung zur Shi erfolgte am 1. Oktober 2004 mit dem Zusammenschluss der Chō Yasu und Teile von Chūzu (中主町, -chō) aus dem Yasu-gun, der daraufhin aufgelöst wurde.

## Sehenswürdigkeiten
- Kinshoku-ji (錦織寺, buddhistischer Tempel)[2]

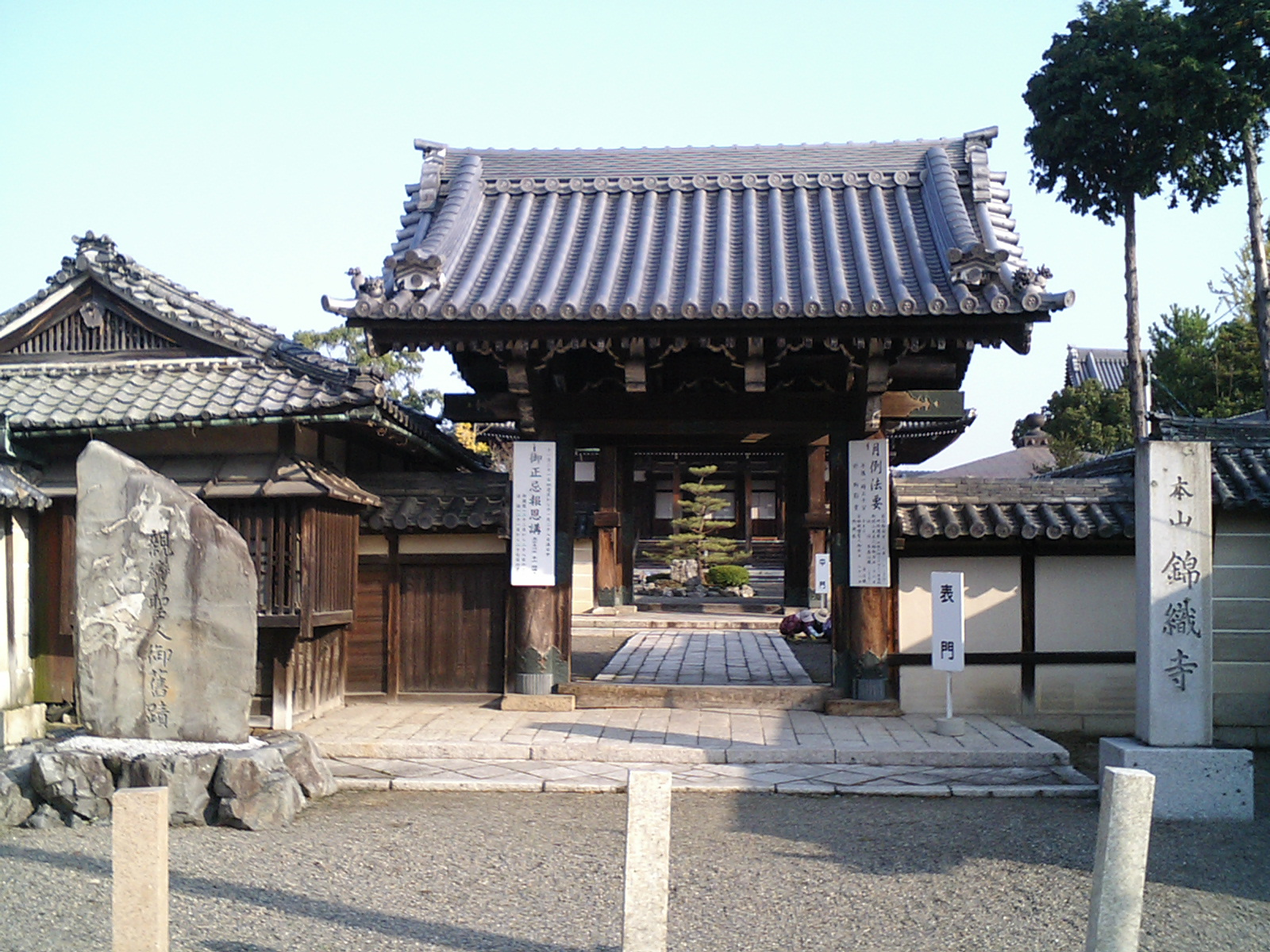
Kinshoku-ji

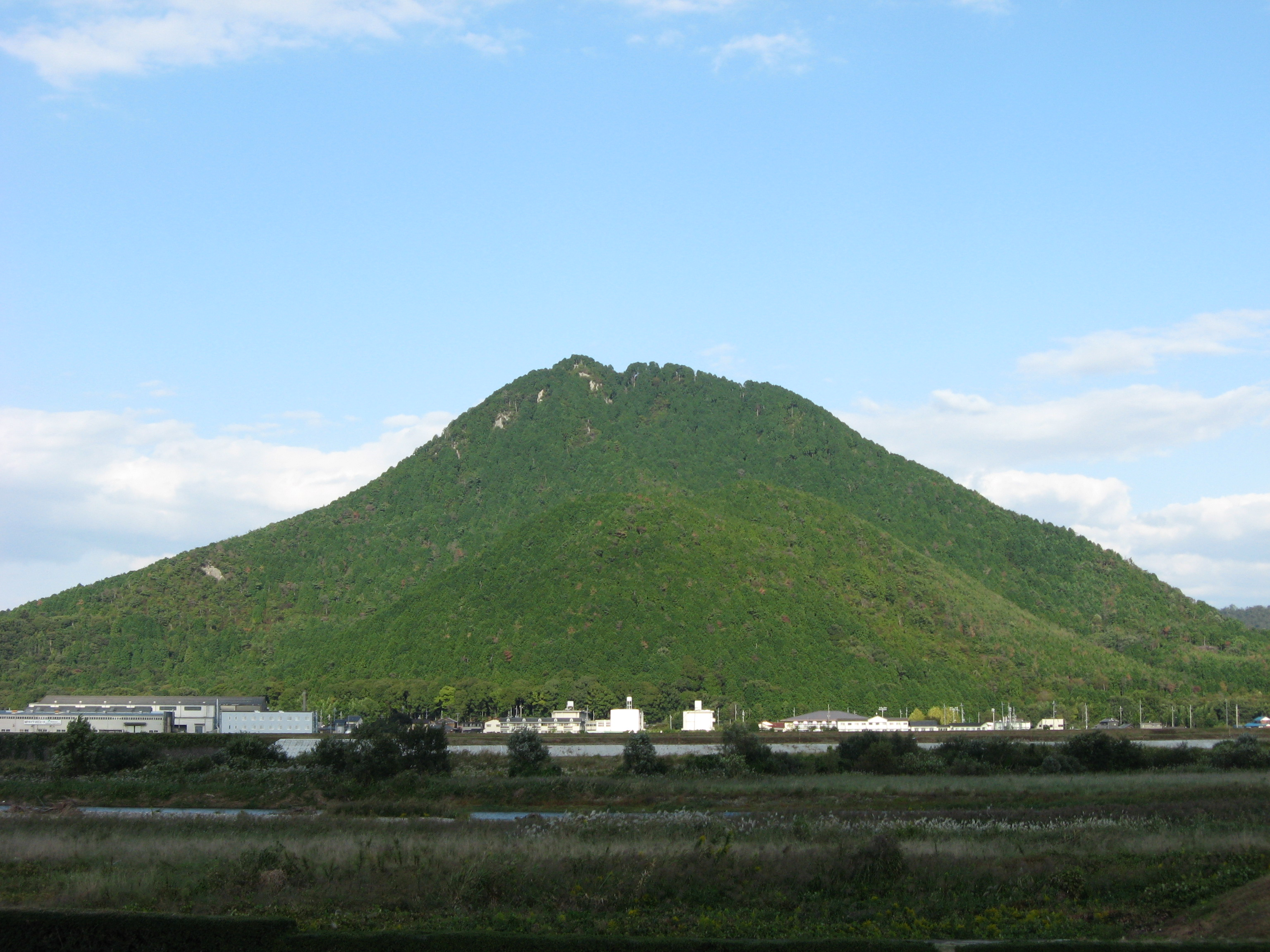
Der Berg Mikami (Mikamiyama) bei Yasu

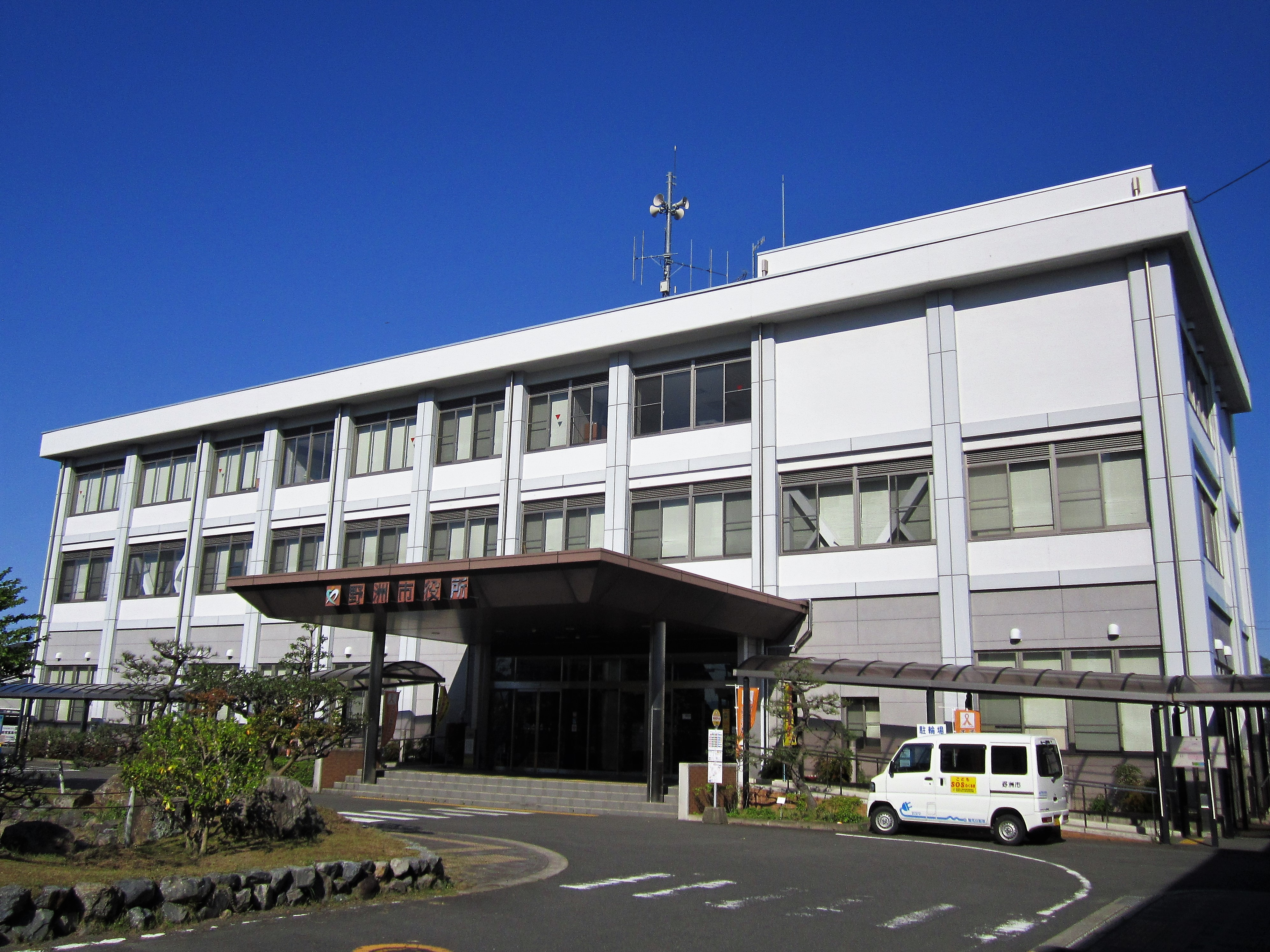
Rathaus

- Yasu City Museum of History and Folklore (歴史民俗博物館, Rekishiminzokuhakubutsukan)[4]

## Verkehr
- Straße:
  - Nationalstraße 8, nach Kyōto oder Niigata
  - Nationalstraße 477
- Zug:
  - JR Tōkaidō-Hauptlinie (Biwako-Linie),[5] nach Tokio oder Kōbe

## Söhne und Töchter der Stadt
- Kitamura Kigin (1624–1705), Dichter[6]
- Hideki Miwa (* 1969), Radrennfahrer[7]
- Takanori Nishikawa (* 1970), Popsänger[8]

## Städtepartnerschaften
- Clinton Township, Michigan (mit der gesamten Präfektur Shiga)[9]

## Angrenzende Städte und Gemeinden
- Ōmihachiman
- Konan
- Ritto
- Moriyama